# 陈廉仲

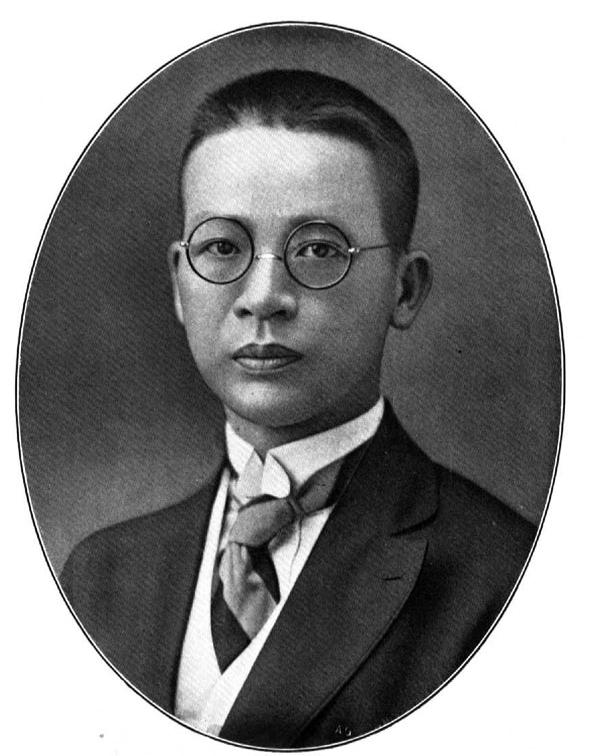

陈廉仲，字仲荣、恒济，又名作殿，广东省南海县西樵简村人。中国实业家。

## 生平
陈廉仲的祖父是陈启沅，中国近代民族资本家。父亲陈蒲轩是丝业商，育有四子：陈廉伯、陈廉仲、陈汝恭、陈蒲生。陈廉伯自幼过继给同宗二伯婆，陈廉仲乃成为陈蒲轩家的长子，从而继承了祖父与父亲的生意。19岁时，陈廉仲开始经商。1913年，北洋政府因其热心公益、有功实业，而奖其四等嘉禾章。 1919年3月，其兄陳廉伯担任广州商團團長。1921年，其兄陈廉伯作为燕梳保险公会商董当选广州总商会会长，陈廉仲也随之被政府任命为广东造币厂厂长，后来辞职。陈廉仲乃于广东商界活跃，并注意发展海外贸易。他曾任公益保险公司经理，地利矿务公司董事，太华保险董事，并创建了几家银号。他还曾任广东粮食救济会财政主任，广东慈善救济会财政主任、粤省商团理财长、广州市二医院筹建小组司库等职务，热心公益事业。 1923年，他出任广州总商会会长。
1923年，广东政府为了使广东省银行发行的纸币价值稳定，乃委托汇丰银行代收回1000万元廣東省銀行纸币，陈廉仲负责具体主持该业务，成功维持了广东省银行的纸币价值。
1924年，广州商团事变被平息后，陈廉伯（时任广州商团团长）、陈廉仲（时任广州总商会会长）等人均遭到政府通缉，陈廉仲遭通缉时的罪名是“通敌附乱、藉会敛财”。陈廉伯、陈廉仲逃跑，陈廉仲所任广州总商会会长的职务被胡汉民支持的邹殿邦接任。后来陈廉仲接任陈廉伯担任的位于沙面的汇丰银行广州分行买办职务，以及广州商团团长职务。 1925年5月3日，代大元帅胡汉民到广州沙面租界会见了汇丰银行买办陈廉仲，承认去年政府处理广州商团事件时存在不妥之处，意在争取其兄长陈廉伯及广东的商人继续对政府给予经济支持。
抗日战争期间，他到香港避难。抗日战争结束后，汇丰银行广州分行在沙面恢复营业，陈廉仲仍任该分行买办一职。中华人民共和国成立前夕，他再度赴香港定居。后来他离开香港，和三夫人迁居澳大利亚。
1974年，陈廉仲在澳大利亚逝世。